# Cercopithecus erythrogaster
Il cercopiteco dal ventre rosso (Cercopithecus erythrogaster Gray, 1866) è un primate della famiglia delle Cercopithecidae.

## Descrizione
È tra i più piccoli cercopitechi viventi: il peso varia fra 3 e 4,5 kg per i maschi e tra 2 e 4 kg per le femmine.
Il colore è blu intorno agli occhi e bianco sul naso, mentre le basette sono giallo-biancastre; il resto del corpo è prevalentemente scuro; la colorazione bruno-rossastra del petto e del ventre, che dà il nome alla specie, non è sempre presente; a volte queste zone sono grigie.

## Distribuzione e habitat
L'areale di questa specie comprende una piccola zona tra la Nigeria sudoccidentale e il Benin meridionale. Il suo habitat è costituito dalla foresta pluviale.

## Biologia
Conduce vita arboricola e l'attività è diurna. Vive per lo più in piccoli gruppi di circa cinque individui, ma possono costituirsi anche gruppi più numerosi.
Come per gli altri cercopitechi la dieta è costituita prevalentemente di frutta, ma contiene anche altri alimenti vegetali e insetti.

## Tassonomia
Sono note due sottospecie:
- Cercopithecus erythrogaster erythrogaster
- Cercopithecus erythrogaster pococki

## Conservazione
La specie è stata portata sull'orlo dell'estinzione dalla caccia ed è tuttora in pericolo.